# Martí Deprius i Ribera

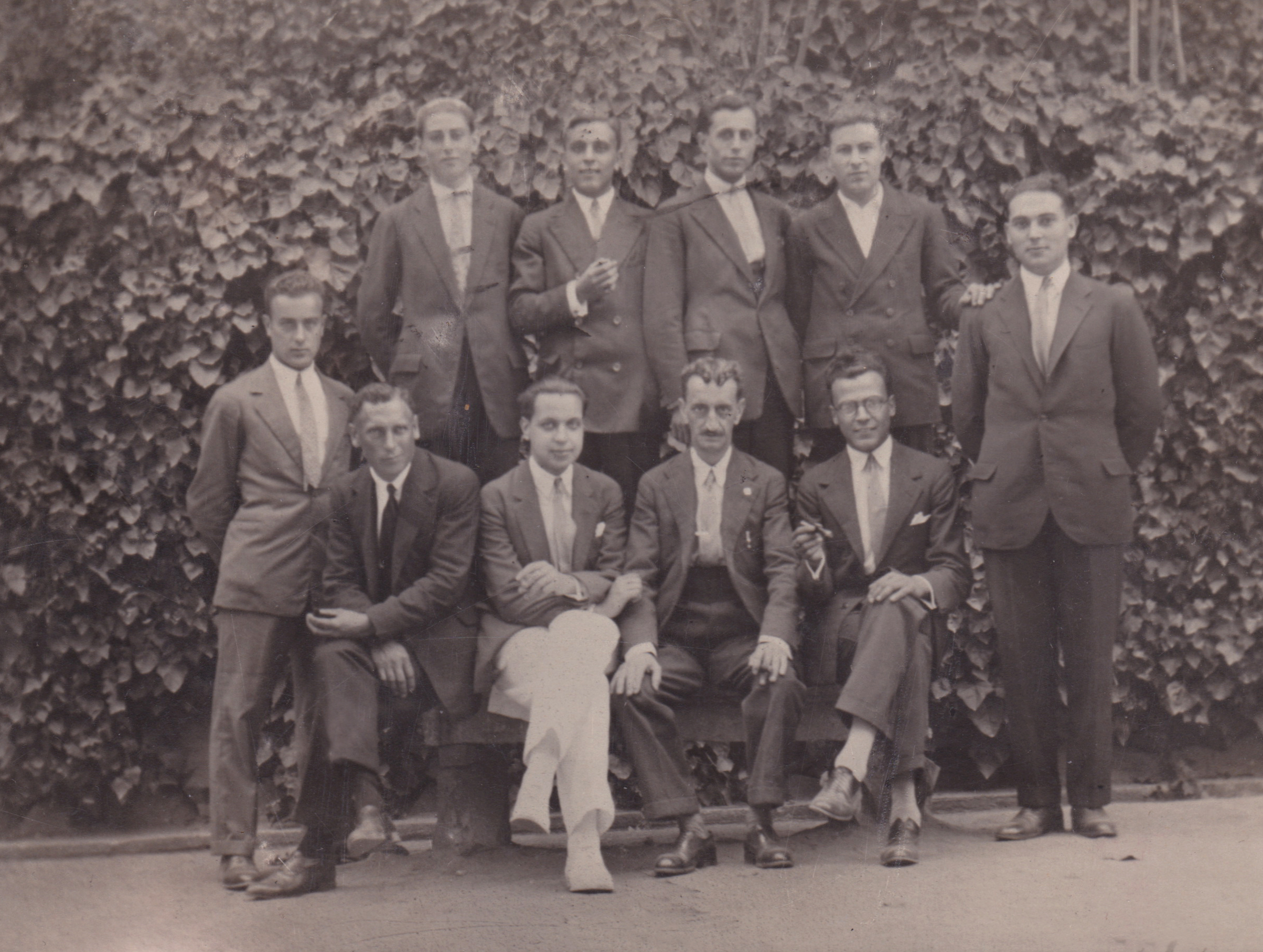
Martí Deprius amb la Cobla La Principal de Calella, any 1927

Martí Deprius i Ribera   (la Jonquera, 15 de setembre de 1878 - Barcelona, 20 de febrer de 1946) fou músic i compositor.

## Biografia
Va néixer a La Jonquera el 15 de setembre de 1878. Estudià al Seminari menor de Girona i a la Capella de la Seu Gironina. Als quinze anys va sortir del seminari i es va afiliar a l'exèrcit.
Actuà a la Cobla-orquestra La Unió Cassanenca, substituint a mitja temporada el tenora Ramon Serrat i Fajula, que juntament amb sis músics més es van escindir d'aquesta formació per fundar la Cobla-orquestra La Selvatana. L'any 1915 va ser contractat per formar part de la Cobla-orquestra Cervianenca de Cervià de Ter. L'any 1915 es traslladà a Calella on hi va escriure sardanes. També va actuar a les Cobles-orquestra: La Principal de La Bisbal, La Principal de Calella (1927) i Llevantina (1928). També formà part de la Cobla Orquestra La Catalònia de Granollers (1926). Quan va marxar de Calella per anar a viure a Barcelona, va formar part de la Cobla-orquestra Canigó (1930). L’any 1917 la Cobla La Principal de la Bisbal va enregistrar una sardana seva, Prometatge. L'any 1918 havia fundat una agrupació coral dins de l'Associació Nacionalista de Calella (el Maresme) i l'any 1920 era director de la secció Coral Joventut Llevantina de Calella, on fomentà les caramelles i també en va escriure. A principis de la dècada de 1930 es traslladà a Barcelona. Va morir a Barcelona el 20 de febrer de 1946.

## Obres
Algunes obres que deixà escrites:
- A la Puntaire[1][3] (escrita a Calella -el Maresme- el desembre del 1927)[cal citació]
- Cel blau[1]
- El més petit de casa. Dedicada al seu net Carles Deprius i Flores (1944).[1] Interpretada a Calella per la Cobla els Montgrins i dirigida pel seu besnet, el tenor i director Albert Deprius i Dàvila.[cal citació]
- Esclava[1]
- Festejant[1]
- Heroica[1]
- La filla del mar[1] (dedicada a Calella; estrenada per la Principal de la Bisbal el 23 de setembre del 1917 a Calella)[cal citació]
- La Pasqua (caramella)[1]
- Misteriosa[1]
- Nit de Pasqua (caramella).[1] Dedicada al Cor Humorístic "La Rosa" de Barcelona (7 de gener de 1945)[cal citació]
- Que bé que ens ho passem[1] (escrita i estrenada a Calella per la Principal de la Bisbal el 1918)[cal citació]